# کاترین کیوسک
کاترین کیوسَک (انگلیسی: Catherine Cusack؛ زادهٔ ۲۱ دسامبر ۱۹۶۸) بازیگر اهل بریتانیا است.

## بخشی از فیلمشناسی
- دکتر هو (۱۹۸۷)
- خیابان کورونیشن[۲] (۱۹۹۲–۱۹۹۳)
- پزشک‌ها[۳] (۲۰۱۲ و ۲۰۲۳)